# Albert Jay Nock
Albert Jay Nock (13 de outubro de 1870 – 19 de agosto de 1945) foi um escritor libertário americano, teórico e crítico social do início e meados do século XX. Ele era um oponente declarado do New Deal, e serviu como uma inspiração fundamental para os movimentos libertários e conservadores modernos, sendo uma influência para William F. Buckley Jr.

## Vida
Albert Nock, filho do padre episcopal Joseph Albert Nock e sua esposa Emma Sheldon Jay, foi educado em casa até 1884. O menino foi então enviado para um internato em Illinois. Em 1887, ele ingressou no St. Stephen's College, graduando-se como Bacharel em Artes. Isso foi seguido por estudos em seminários teológicos – inclusive em Middletown (Connecticut) – mas sem diploma. De 1897 a 1909, Albert Nock atuou na administração da Igreja Episcopal acima mencionada na Pensilvânia, Virgínia e Michigan. Em 1900, ele se casou com Agnes Grumbine de Titusville, Pensilvânia. O casal teve dois filhos. Em 1909, Albert Nock deixou a igreja e sua família. Ele se tornou jornalista da revista liberal de esquerda The Nation. Em 1915, Albert Nock trabalhou para William Jennings Bryan. Nos anos seguintes, ele foi influenciado por Henry George e Franz Oppenheimer. De 1920 a 1924, ele co-editou o semanário libertário The Freeman. Na época, Charles Austin Beard, William Henry Chamberlin, Thomas Mann, Lewis Mumford, Bertrand Russell, Lincoln Steffens, Louis Untermeyer, Thorstein Veblen e Suzanne La Follette escreveram para o jornal. Quando a publicação não era mais lucrativa, Nock mudou-se entre Nova York e Bruxelas. Ao escrever a biografia de Jefferson, uma montanha de material teve que ser dominada. Os patronos tornaram esse trabalho possível para ele.
O trabalho da vida de Albert Nock foi - em suma - crítica à sociedade. Esta campanha começou já em 1932 com dois livros sobre o sistema educacional dos EUA. Foi continuado, por exemplo, no artigo de 1936 Isaiah's Job no Atlantic Monthly.
Albert Nock morreu em 1945 na casa de sua amiga de longa data, a ilustradora Ruth Robinson, em Wakefield, onde foi sepultado no cemitério de Riverside.

## Publicações
- The Myth of a Guilty Nation. New York: B.W. Huebsch, 1922.
- The Freeman Book. B.W. Huebsch, 1924.
- Jefferson. New York: Harcourt, Brace and Company, 1926 (também conhecido como Mr. Jefferson).
- On Doing the Right Thing, and Other Essays. New York: Harper and Brothers, 1928.
- Francis Rabelais: The Man and His Work. Harper and Brothers, 1929.
- The Book of Journeyman: Essays from the New Freeman. New Freeman, 1930.
- The Theory of Education in the United States. New York: Harcourt, Brace and Company, 1932.
- A Journey Into Rabelais's France.  William Morrow & Company, 1934.
- A Journal of These Days: June 1932–December 1933. William Morrow & Company, 1934.
- Our Enemy, the State. ePub MP3 HTML William Morrow & Company, 1935.
- Free Speech and Plain Language. William Morrow & Company, 1937.
- Henry George: An Essay. William Morrow & Company, 1939.
- Memoirs of a Superfluous Man. New York: Harper and Brothers, 1943.

Diversos
- World Scouts, World Peace Foundation, 1912.
- "Officialism and Lawlessness."  In College Readings on Today and its Problems, Oxford University Press, 1933.
- Meditations in Wall Street, with an introduction by Albert Jay Nock, W. Morrow & Company, 1940.

Publicado postumamente:
- A Journal of Forgotten Days: May 1934–October 1935.  Henry Regnery Company, 1948.
- Letters from Albert Jay Nock, 1924–1945, to Edmund C. Evans, Mrs. Edmund C. Evans, and Ellen Winsor. The Caxton Printers, 1949.
- Snoring as a Fine Art and Twelve Other Essays. Richard R. Smith, 1958.
- Selected Letters of Albert Jay Nock. The Caxton Printers, 1962.
- Cogitations from Albert Jay Nock. The Nockian Society, 1970, redição revisada, 1985.
- The State of the Union: Essays in Social Criticism. Liberty Press, 1991.
- The Disadvantages of Being Educated and Other Essays. Hallberg Publishing Corporation, 1996.